# رخام

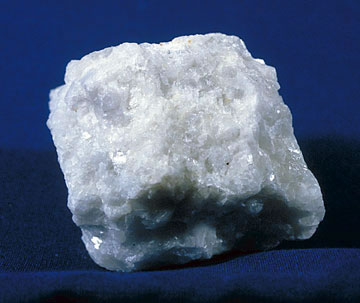
رخام.

الرُّخَام هو صخر كلسي متحول يتكون من الكالسيت النقي جداً (شكل بلوري لكربونات الكالسيوم CaCO3). يستعمل في النحت، وكذلك يستعمل كمادة بنائية، وأيضاً في العديد من الأغراض الأخرى مثل إكساء الأرضيات والجدران وجدران الحمامات.
وقد تكون تحت ظروف نادرة من الضغط والحرارة الهائلتين في جوف الأرض.

مكتب مصنوع من الرخام في مطعم تركي.

تشتهر عدة دول في إنتاجه منها، فلسطين، تركيا، إسبانيا، البرازيل وإيطاليا التي تعد في المرتبة الأولى.ومما يميزه أيضا تفاعله مع الأحماض وهو ينشأ في البيئات البحرية.
استعمال الرخام قد عرف خلال العصور القديمة التي عرفت المبانى والقصور الفاخرة المزينة بمشغولات وتماثيل من الرخام، وقد سجل التاريخ أن الرخام كان يستعمل في إستعمالات كثيرة في جميع العصور التي عرفت المدنية.
وقد وصف هيرودوت أهرامات الجيزة بأنها مكسية من الرخام المجلى الذي أكسبها جمالا وعظمة، وقد ذكر في التوراة أن الرخام استخدم في بناء معابد أورشليم، وهذا يثبت أن الرخام قد عرف من أكثر من ألاف السنين قبل الميلاد.
وكان الرخام وسيلة الفنانين في التعبير سواء في فن المعمار أوالنحت ومبانى اليونان القديمة وتماثيل روما
وقد عرف الفراعنة الرخام في مصر منذ أكثر من 5 ألاف سنة فقد أستخدم في تكسية الأهرامات وفي بناء المعابد وقصور الملوك وتماثيلهم والمسلات وأعمدة المعابد.

## علم أصول الكلمات
كلمة «رخام» مشتقة من الكلمة اليونانية القديمة μάρμαρον (mármaron - مارمرون)،  أو من μάρμαρος (mármaros - مارماروس)، «صخرة بلورية، حجر لامع»،  ولربما من الفعل μαρμαίρω (marmaírō - مارميرو)، «وميض، شرارة، ضوء ضعيف»؛  اقترح روبرت بيكس أن «الأصل ما قبل اليوناني محتمل».
هذا الجذع هو أيضًا سلف الكلمة الإنجليزية "marmoreal"، والتي تعني «تشبه الرخام». في حين أن المصطلح الإنجليزي «للرخام» يشبه الفرنسي marbre ، فإن معظم اللغات الأوروبية الأخرى (مع كلمات مثل «marmoreal - مارموريال») تشبه إلى حد كبير اللغة اليونانية القديمة الأصلية.

## الأصول فيزيائية
الرخام هو صخر ناتج عن تحول صخور الكربونات الرسوبية، وهي الأكثر شيوعًا من الحجر الجيري أو صخور الدولوميت. يتسبب التحول في إعادة بلورة متغيرة للحبوب المعدنية الكربونية الأصلية. تتكون الصخور الرخامية الناتجة عادة من فسيفساء متشابكة من بلورات الكربونات. عادة ما يتم تعديل أو تدمير القوام والتركيبات الرسوبية الأولية لصخور الكربونات الأصلية (بروتوليث).
الرخام الأبيض النقي هو نتيجة تحول من حجر جيري نقي للغاية (سيليكات فقيرة) أو بروتوليث الدولوميت. عادة ما تكون الدوامات والأوردة المميزة للعديد من أصناف الرخام الملون ناتجة عن شوائب معدنية مختلفة مثل الطين أو الطمي أو الرمل أو أكاسيد الحديد أو الصخر التي كانت موجودة في الأصل كحبوب أو طبقات في الحجر الجيري. أما اللون الأخضر فإنه غالبًا ما يرجع إلى السربنتين الناتج عن الحجر الجيري الغني بالمغنيسيوم أو الدولوميت مع شوائب السيليكا. تمت تعبئة هذه الشوائب المختلفة وإعادة بلورتها من خلال الضغط الشديد والحرارة الناتجة عن التحول.

## الأنواع
أمثلة على أصناف ومواقع الرخام البارزة تاريخياً:
| رخام              | اللون                      | موقع                                                | دولة                       |
| ----------------- | -------------------------- | --------------------------------------------------- | -------------------------- |
| رخام بنتلي        | نقي أبيض، حبيبات شبه شفافة | جبل بنتليكس (Πεντελικό όρος)، أتيكا (Ἀττική)        | اليونان                    |
| رخام كريول        | أبيض وأزرق / أسود          | مقاطعة بيكنز ، جورجيا                               | الولايات المتحدة الأمريكية |
| ايتواه الرخام     | الوردي، سمك السلمون، الورد | مقاطعة بيكنز ، جورجيا                               | الولايات المتحدة الأمريكية |
| رخام هانبايو      | أبيض                       | مقاطعة كيانغ، خبي                                   | الصين                      |
| مكرانة للرخام     | أبيض                       | ماكرانا، حي ناجور، راجستان                          | الهند                      |
| رخام مورفي        | أبيض                       | مقاطعتا بيكنز وجيلمر ، جورجيا                       | الولايات المتحدة الأمريكية |
| رخام نيرو ماركينا | أسود                       | ماركينا ، إسبانيا                                   | إسبانيا                    |
| رخام باريان       | بيضاء نقية، حبيبات دقيقة   | جزيرة باروس (Πάρος)، جنوب بحر إيجة (Νοτίου Αιγαίου) | اليونان                    |
| رخام كرارا        | أبيض أو أزرق رمادي         | كارارا، توسكانا                                     | إيطاليا                    |
| رخام روسكيالا     | أبيض                       | بالقرب من Ruskeala (Рускеала)، Karelia (Карелия)    | روسيا                      |
| رخام Rușchița     | أبيض، وردي، محمر           | جبال بويانا روسكو، مقاطعة كاراو سيفيرين             | رومانيا                    |
| بيانكو سيفيك      | أبيض                       | بالقرب بريليب (Прилеп)، Pelagonia (Пелагониски)     | مقدونيا الشمالية           |
| رخام أخضر سويدي   | لون أخضر                   | بالقرب من Kolmården ، Södermanland                  | السويد                     |
| رخام سيلاكوجا     | أبيض                       | مقاطعة تالاديجا ، ألاباما                           | الولايات المتحدة الأمريكية |
| رخام فيرمونت      | أبيض                       | بروكتور ، فيرمونت                                   | الولايات المتحدة الأمريكية |
| رخام Yule         | أبيض نقي موحد              | قرب ماربل بولاية كولورادو                           | الولايات المتحدة الأمريكية |
| رخام Wunsiedel    | أبيض                       | Wunsiedel ، بافاريا                                 | ألمانيا                    |
| رخام Prokonnesos  | أبيض                       | جزيرة مرمرة، بحر مرمرة                              | تركيا                      |
| رخام Venčac       | أبيض                       | الجبل Venčac بالقرب أراندجيلوفاتس                   | صربيا                      |

## الاستخدامات

### النحت
تم تقدير قيمة الرخام الأبيض لاستخدامه في المنحوتات  منذ العصور الكلاسيكية. هذا التفضيل له علاقة بنعومته، والتي جعلت من السهل نحتها، والتماثل النسبي والتجانس، ومقاومته النسبية للكسر. أيضًا، يسمح المؤشر المنخفض لانكسار الكالسيت للضوء باختراق 12.7 إلى 38 ملم في الحجر قبل أن يتشتت، مما ينتج عنه مظهر شمعي مميز يضفي بريقًا نابضًا بالحياة على المنحوتات الرخامية من أي نوع، وهذا هو سبب تفضيل العديد من النحاتين ولا تزال تفضل الرخام للنحت.

### بناء
رخام البناء هو حجر يتكون من الكالسيت أو الدولوميت أو السربنتين القادر على أخذ ملمع. بشكل أكثر عمومية في البناء، وتحديداً تجارة الأحجار ذات الأبعاد، يستخدم المصطلح الرخام لأي صخور كالسيتيك بلورية (وبعض الصخور غير الكلسية) مفيدة كحجر بناء. على سبيل المثال، رخام تينيسي هو في الحقيقة رخام حبيبي كثيف متحجر من الرمادي إلى الوردي إلى الحجر الجيري الأوردوفيشي الماروني، والذي يسميه الجيولوجيون تشكيل هولستون.
تم تسجيل عشق أباد، عاصمة تركمانستان، في موسوعة غينيس للأرقام القياسية لعام 2013 على أنها تضم أعلى تركيز في العالم للمباني المصنوعة من الرخام الأبيض.

## ألإنتاج

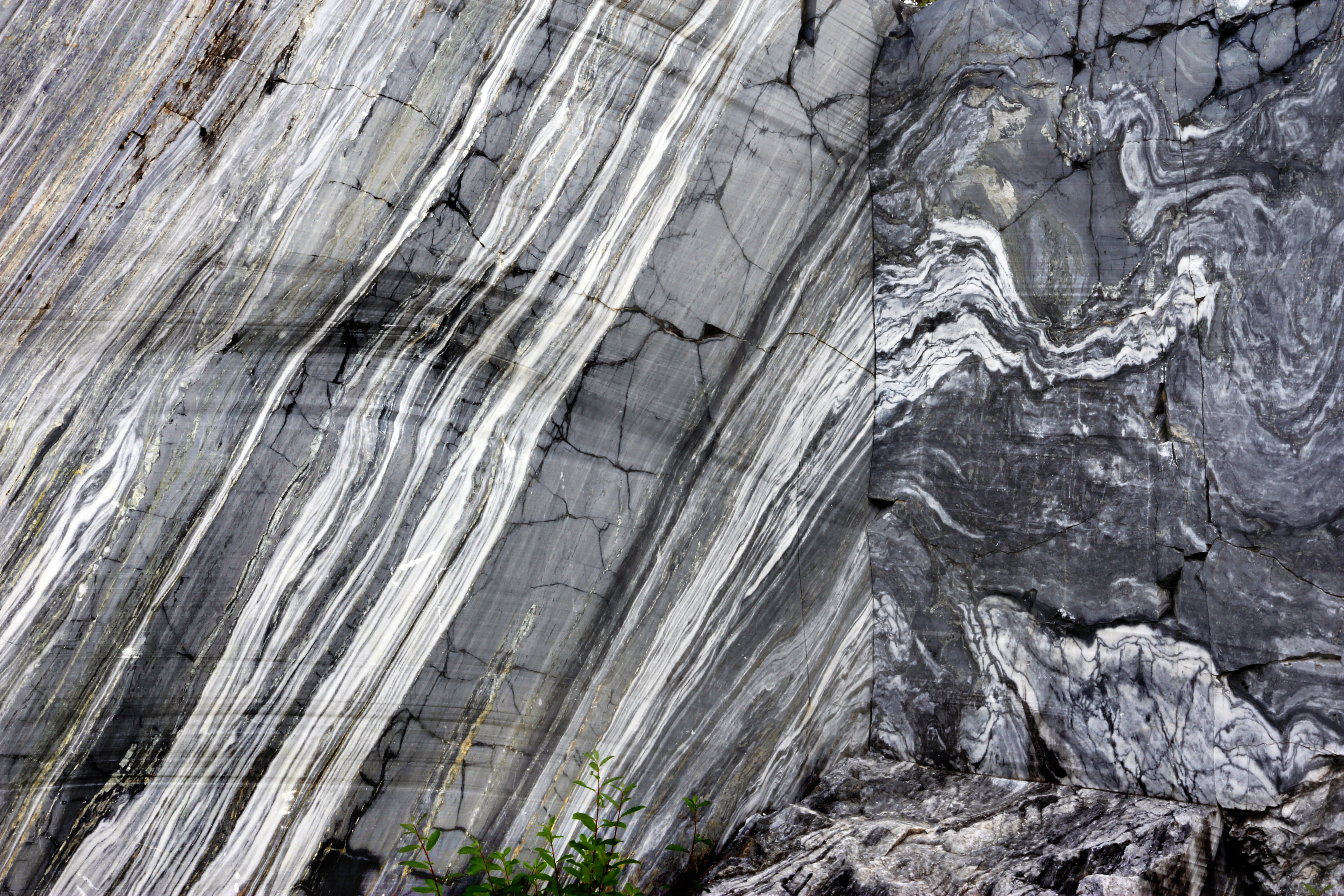
جدار رخامي روسكيالا. جمهورية كاريليا ، روسيا

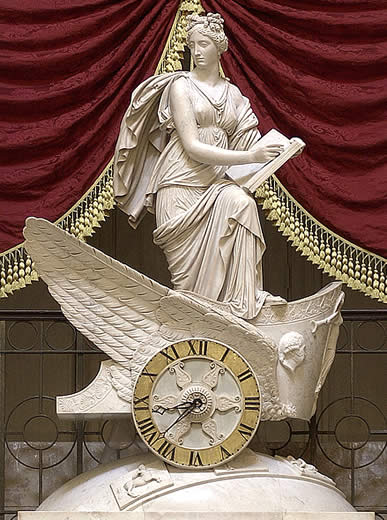
ساعة عربة

وفقًا للمسح الجيولوجي بالولايات المتحدة، بلغ إنتاج الرخام المحلي في الولايات المتحدة في عام 2006 46,400 طن قيمتها حوالي 18.1 مليون دولار، مقارنة بـ 72,300 طن بقيمة 18.9 مليون دولار في عام 2005. بلغ إنتاج الرخام المكسر (للاستخدامات الكلية والصناعية) في عام 2006، 11.8 مليون طن بقيمة 116 مليون دولار، منها 6.5 مليون طن من كربونات الكالسيوم المطحونة جيدًا والباقي عبارة عن إجمالي البناء. وللمقارنة، بلغ إنتاج الرخام المسحوق عام 2005 7.76 مليون طن بقيمة 58.7 مليون دولار، منها 4.8 مليون طن من كربونات الكالسيوم المطحونة جيدًا والباقي عبارة عن إجمالي البناء. يبلغ الطلب على الرخام في الولايات المتحدة حوالي 1.3 مليون طن. أظهر مؤشر DSAN العالمي للطلب على الرخام (الجاهز) نموًا بنسبة 12٪ سنويًا للفترة 2000-2006، مقارنة بـ 10.5٪ سنويًا للفترة 2000-2005. أكبر تطبيق للرخام هو للبلاط.
في عام 1998، سيطرت 4 دول على إنتاج الرخام حيث شكلت ما يقرب من نصف الإنتاج العالمي من الرخام والحجر الزخرفي. كانت إيطاليا والصين في صدارة العالم، حيث يمثل كل منهما 16٪ من الإنتاج العالمي، بينما أنتجت إسبانيا والهند 9٪ و 8٪ على التوالي.
في عام 2018، احتلت تركيا المرتبة الأولى عالمياً في تصدير الرخام بحصة 42٪ في تجارة الرخام العالمية، تليها إيطاليا بنسبة 18٪ واليونان بنسبة 10٪. كانت الصين أكبر مستورد للرخام في عام 2018 بحصة سوقية تبلغ 64٪، تليها الهند بنسبة 11٪ وإيطاليا بنسبة 5٪.

### السلامة المهنية
قد يتسبب الغبار الناتج عن قطع الرخام في الإصابة بأمراض الرئة، ولكن يلزم إجراء المزيد من الأبحاث حول ما إذا كانت مرشحات الغبار ومنتجات السلامة الأخرى تقلل من هذا الخطر. في الولايات المتحدة، حددت إدارة السلامة والصحة المهنية (OSHA) الحد القانوني (حد التعرض المسموح به) لتعرض الرخام في مكان العمل على أنه 15 ملغ / م 3 إجمالي التعرض و 5 ملغم / م 3 التعرض التنفسي على مدى 8 ساعات يوم عمل. حدد المعهد الوطني للسلامة والصحة المهنية (NIOSH) حد التعرض الموصى به (REL) وهو 10 ملغ / م 3 إجمالي التعرض و 5 ملغم / م 3 التعرض التنفسي على مدى 8 ساعات يوم عمل.

## التحلل بالأحماض
تتلف الأحماض الرخام، لأن كربونات الكالسيوم في الرخام تتفاعل معها، وتطلق ثاني أكسيد الكربون (من الناحية الفنية، حمض الكربونيك، ولكنه يتحلل بسرعة إلى CO 2 و H 2 O) وأملاح أخرى قابلة للذوبان:
CaCO3(s) + 2H+(aq) → Ca2+(aq) + CO2(g) + H2O (l)
وبالتالي، لا ينبغي أبدًا استخدام الخل أو المحاليل الحمضية الأخرى على الرخام. وبالمثل، فإن التماثيل الرخامية الخارجية، وشواهد القبور، أو الهياكل الرخامية الأخرى تتلف بسبب المطر الحمضي سواء عن طريق الكربنة أو الكبريت أو تكوين «القشرة السوداء» (تراكم كبريتات الكالسيوم والنترات وجزيئات الكربون).

## التبلور
يشير التبلور إلى طريقة مثيرة للجدل أحيانًا لإضفاء لمسة نهائية لامعة على أرضية رخامية (CaCO 3). يتضمن تلميع السطح بمحلول حمضي وغطاء من الصوف الصلب على آلة الأرضيات. يظهر التفاعل الكيميائي أدناه عملية نموذجية باستخدام فلوروسيليكات المغنيسيوم (MgSiF 6) وحمض الهيدروكلوريك (HCl).
3CaCO3(s) + MgSiF6(l) + 2HCl (l) → MgCl2(s) + CaSiF6(s) + CO2(g) + HO2(l)
يرتبط سداسي فلورو سيليكات الكالسيوم الناتج (CaSiF 6) بسطح الرخام. هذا أكثر صلابة ولمعان ومقاومة للبقع مقارنة بالسطح الأصلي.
الطريقة الأخرى المستخدمة غالبًا لإنهاء الرخام هي استخدام التلميع بحمض الأكساليك (H 2 C 2 O 4)، وهو حمض عضوي. يكون رد فعل الناتج على النحو التالي.
3CaCO3(s) + H2C2O4(l) → CaC2O4(s) + CO2(g) + HO2(l)
في هذه الحالة، يتم غسل أكسالات الكالسيوم (CaC 2 O 4) المتكونة في التفاعل مع الملاط تاركًا السطح الذي لم يتم تغييره كيميائيًا.

## التحلل الجرثومي
تم عزل بكتريا methylotrophic ميثيلوفاجا موراتا haloalkaliphilic من الرخام المتدهور في الكرملين. تم الكشف عن تدهور جرثومي وفطري في أربع عينات من الرخام من كاتدرائية ميلانو. هاجم الكلادوسبوريوم الأسود راتينج الأكريليك  باستخدام الميلانين.
الجمعيات الثقافية

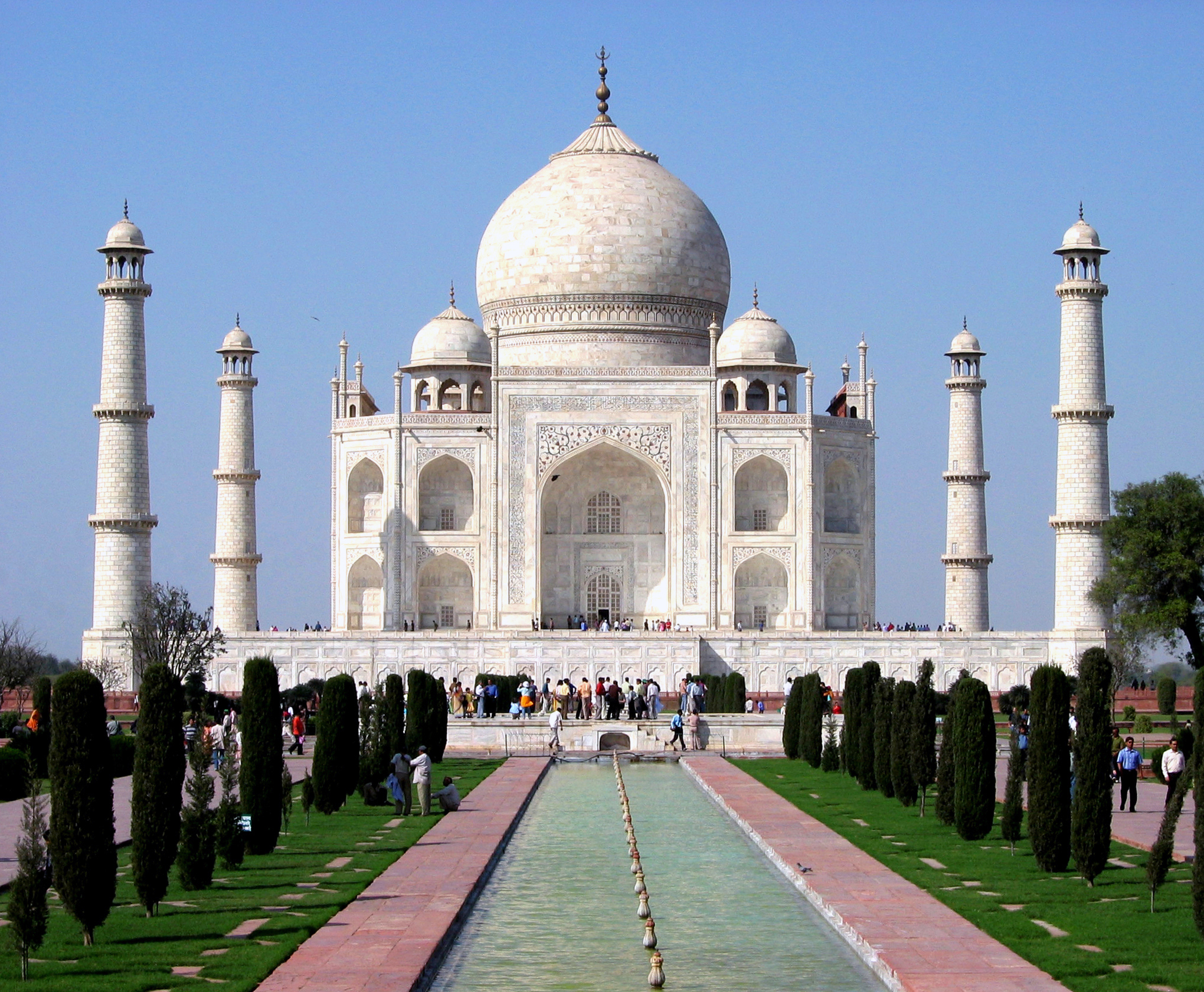
تاج محل مغطى بالكامل بالرخام.

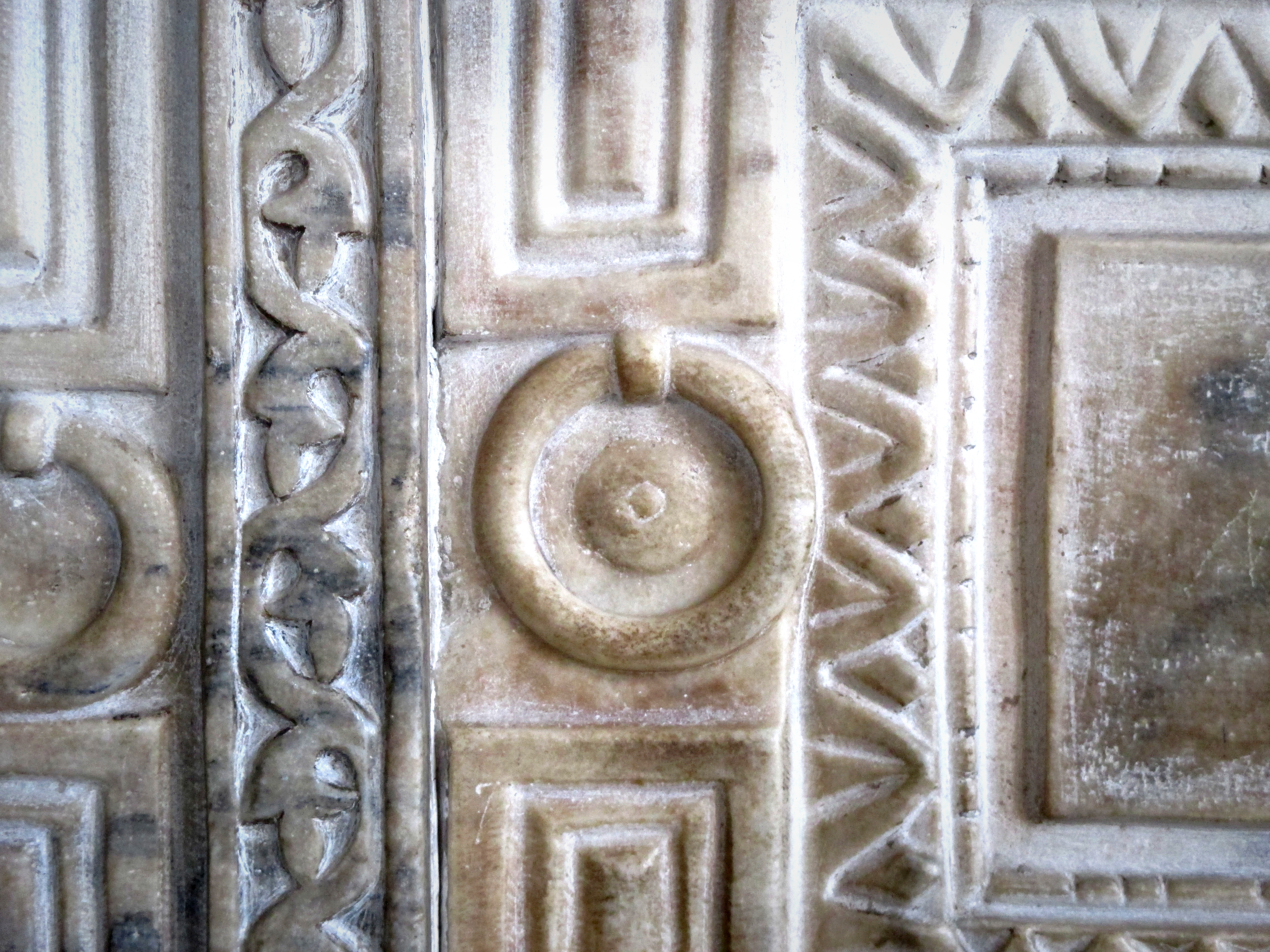
ارتياح على الباب الرخامي لآيا صوفيا في اسطنبول

باعتباره الوسيلة المفضلة للنحاتين والمعماريين اليونانيين والرومانيين (انظر النحت الكلاسيكي)، أصبح الرخام رمزًا ثقافيًا للتقاليد والذوق الرفيع. تجعل أنماطه المتنوعة للغاية والملونة مادة زخرفية مفضلة، وغالبًا ما يتم تقليدها في أنماط الخلفية لشاشات الكمبيوتر، وما إلى ذلك.
الأماكن التي سميت على اسم الحجر تشمل ماربلهيد ، ماساتشوستس؛ ماربلهيد ، أوهايو؛ ماربل آرك، لندن؛ بحر مرمرة؛ رخام الهند ومدن ماربل في مينيسوتا. رخام ، كولورادو؛ ماربل فولز ، تكساس، وماربل هيل ، مانهاتن ، نيويورك. رخام إلجين عبارة عن منحوتات رخامية من البارثينون في أثينا معروضة في المتحف البريطاني. تم إحضارهم إلى بريطانيا من قبل إيرل إلجين.

## صالة عرض

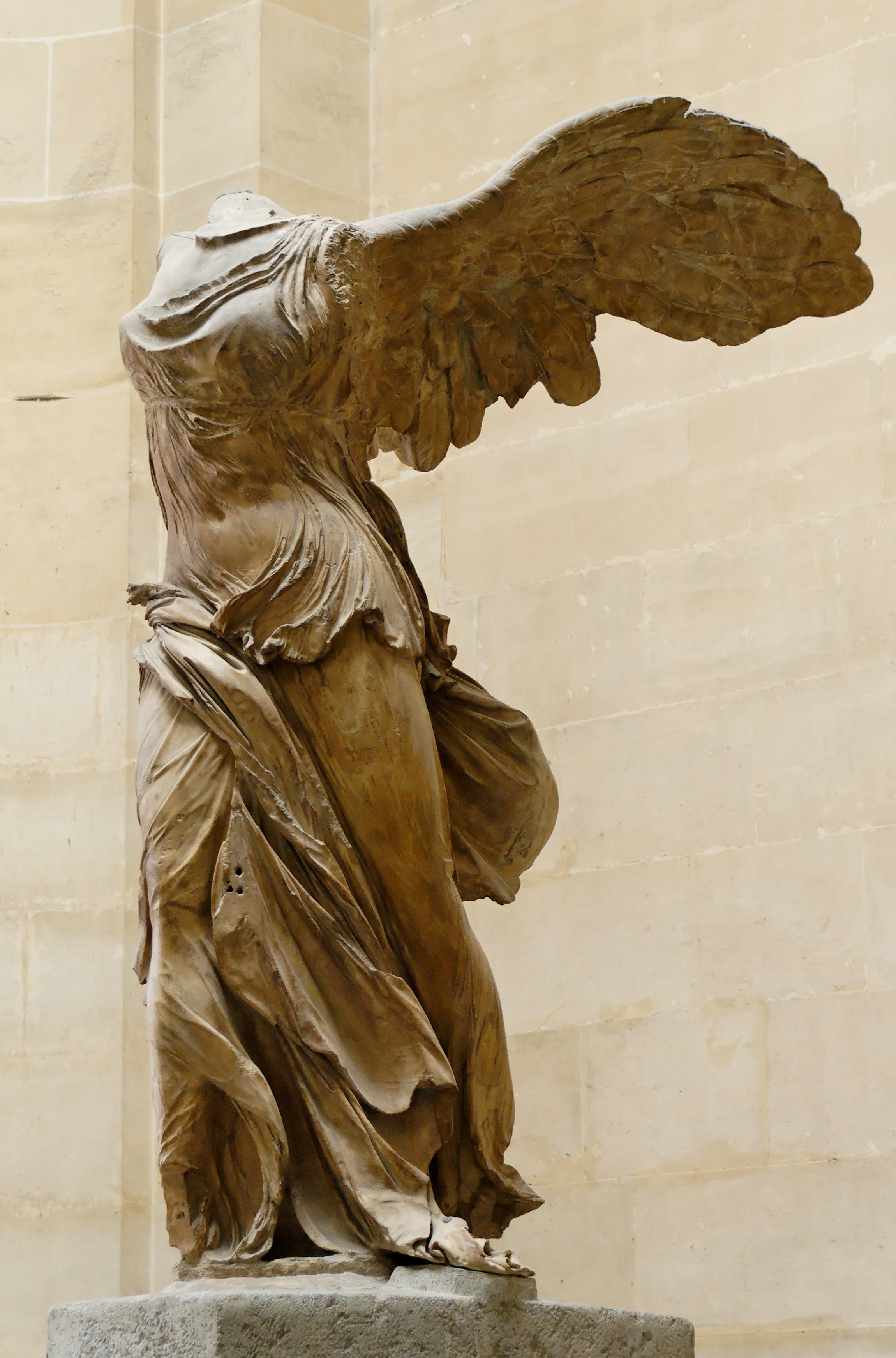
صُنع نايكي اوف سيموثرايس من رخام الباراين (حوالي 220 - 190 قبل الميلاد)
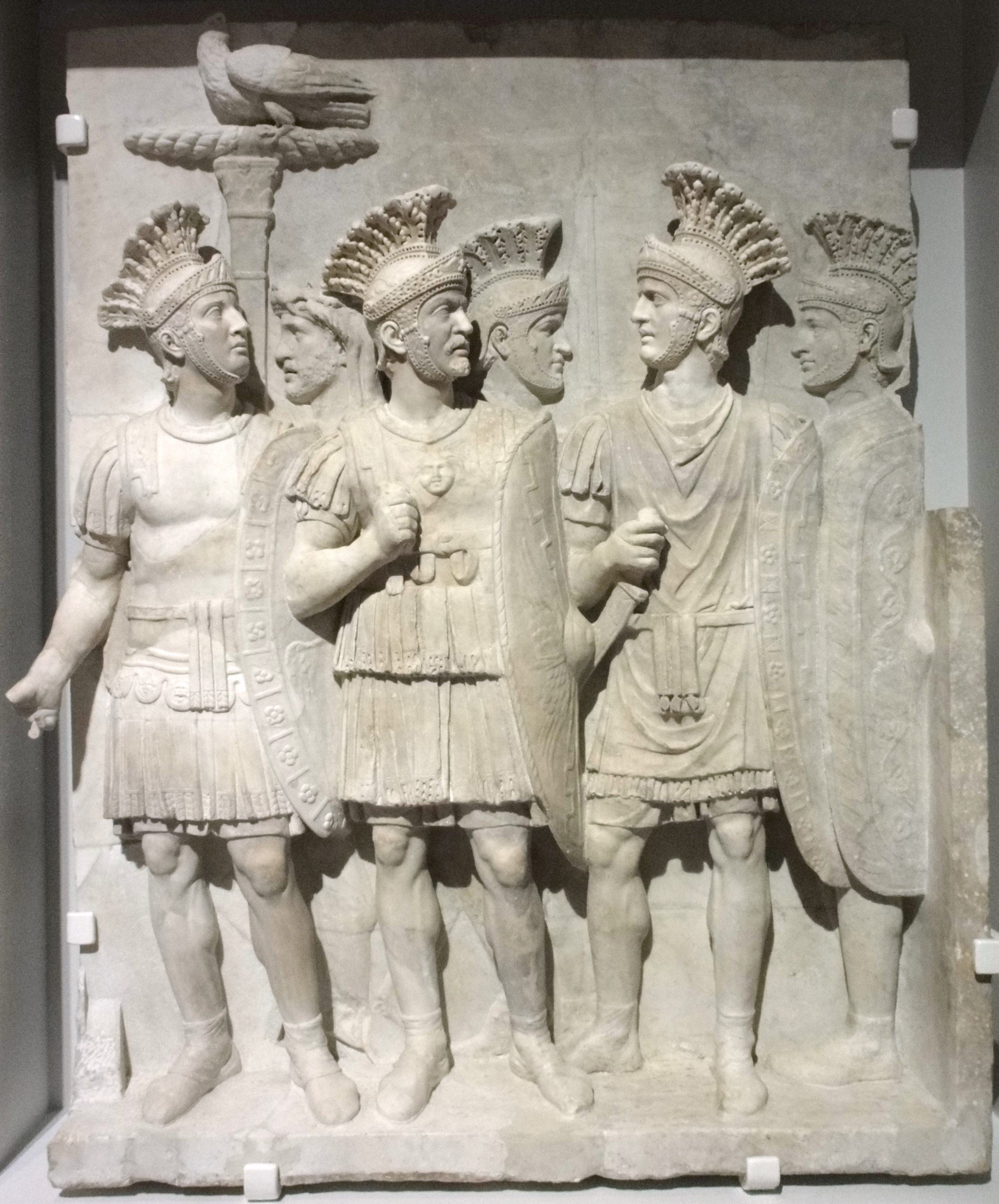
نقش البريتوريون  [لغات أخرى]‏ ، المصنوع من الرخام الرمادي المعرق ، ق. 51–52 م
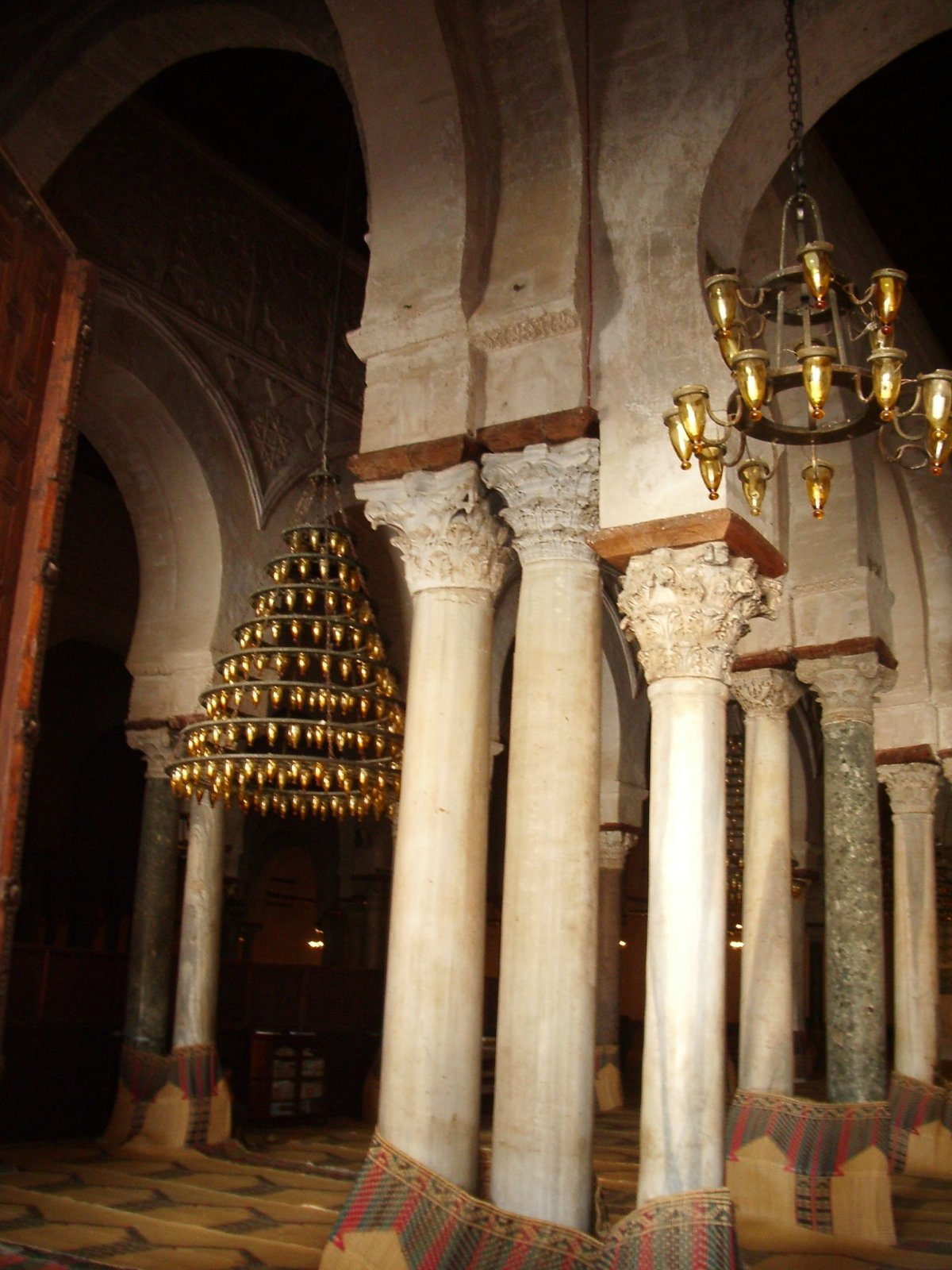
أعمدة رخامية قديمة بقاعة الصلاة بمسجد عقبة بالقيروان بتونس
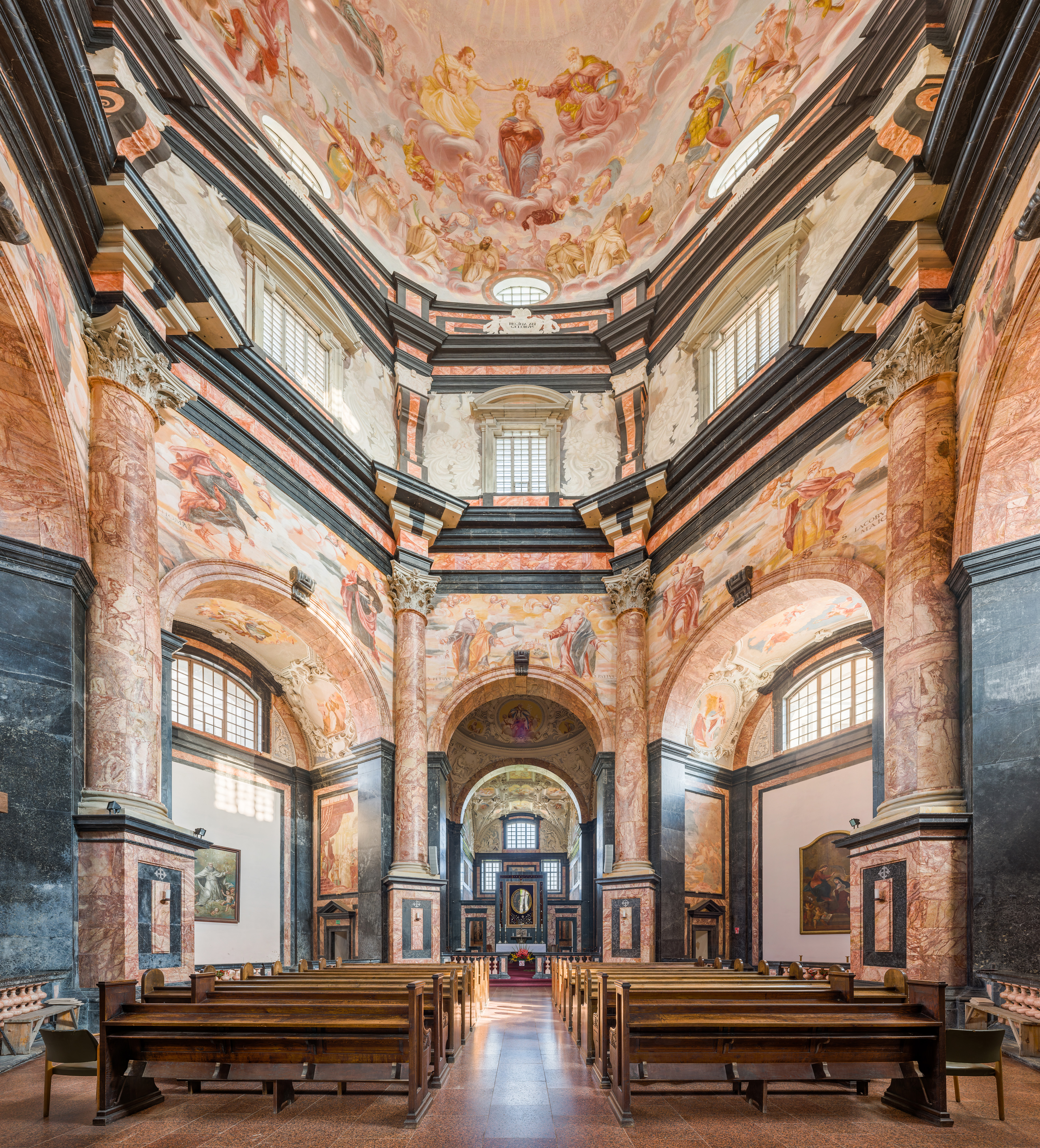
يضم مجمع دير بازايسليس  [لغات أخرى]‏ أكثر الكنائس الباروكية المزينة بالرخام في دوقية ليتوانيا الكبرى.

## روابط خارجية
- إحصائيات نسخة محفوظة 23 ديسمبر 2009 على موقع واي باك مشين. ومعلومات الأحجار البعدية - معلومات معادن هيئة المسح الجيولوجي الأمريكية لحجر الأبعاد
- USGS 2005 حولية المعادن: الحجر، المطحون نسخة محفوظة 26 سبتمبر 2007 على موقع واي باك مشين.
- USGS 2005 حولية المعادن: الحجر، البعد نسخة محفوظة 10 أغسطس 2007 على موقع واي باك مشين.
- USGS 2006 حولية المعادن: الحجر، المطحون نسخة محفوظة 27 فبراير 2008 على موقع واي باك مشين.
- USGS 2006 حولية المعادن: الحجر، البعد نسخة محفوظة 27 فبراير 2008 على موقع واي باك مشين.

## وصلات خارجية
- الرخام الصناعي
- الكوريان